# Rentenalter (Schweiz)
Das Rentenalter gibt in der Schweiz das Alter einer Person vor, ab dem sie die gesetzliche Altersrente durch die Alters- und Hinterlassenenversicherung (AHV) beziehen kann. Es wird auch als ordentliches Rentenalter bezeichnet. Ab dem 1. Januar 2024 ist die Reform des Rentensystems in Kraft. Das ordentliche Rentenalter liegt für Frauen und Männer nun bei 65 Jahren. Die Übergangsbestimmungen gelten für Frauen mit Jahrgang 1961–1969. Der Anspruch auf die Altersrente beginnt am ersten Tag des Monats, welcher der Erreichung des ordentlichen Rentenalters folgt. So erhielt eine Frau, die am 17. Juni 1945 geboren wurde, ihre erste ordentliche Altersrente am 1. Juli 2009.
Da es sich beim schweizerischen Rentenalter um ein flexibles Rentenalter handelt, können Bezugsberechtigte die Altersrente um ein oder zwei ganze Jahre vorbeziehen oder um ein bis fünf Jahre aufschieben.
Mit der 10. AHV-Revision stimmte das Schweizer Stimmvolk 1995 einer Vorlage zu, welche eine grössere Flexibilisierung des Rentenalters ermöglichte, und gleichzeitig das Rentenalter der Frauen schrittweise von 62 Jahren auf 64 Jahre anhob. Am 26. November 2000 verwarfen die Stimmberechtigten zwei Volksinitiativen, welche die letzte Erhöhung des Rentenalters teilweise rückgängig machen wollten.
Die 11. AHV-Revision, die unter anderem die Anhebung des Renteneintrittsalters für Frauen auf 65 Jahre vorsah, wurde am 16. Mai 2004 dem Volk zur Abstimmung vorgelegt und verworfen. Daraufhin fühlte sich der Schweizerische Gewerkschaftsbund ermutigt, eine Initiative zu lancieren, welche die Senkung des Rentenalter auf 62 Jahre forderte. Diese wurde am 30. November 2008 vom Stimmvolk abgelehnt.
Am 19. Mai 2019 erzielte die STAF-Vorlage (Bundesgesetz über die Steuerreform und die AHV-Finanzierung)
eine Zustimmung von 66,4 % und wurde damit deutlich von den Stimmbürgern angenommen. Damit konnten zusätzliche Gelder für die AHV-Kasse gesichert werden.
Umstritten ist das Rentenalter weiterhin. Während Bundesbehörden und Vertreter der Versicherungswirtschaft die zur Verfügung stehenden Mittel für nicht ausreichend halten und eine weitere Reform der AHV (Reform AHV 21) fordern, vertreten Gewerkschaften und Sozialverbände die Ansicht, dass die AHV stabil und auskömmlich finanziert sei. Dies begründen sie mit dem Vermögen der AHV in Höhe von 50 Milliarden Franken und einem Überschuss von zuletzt 2 Milliarden Franken im Jahr 2021. Sie verweisen in ihrer Argumentation zudem auf die bestehende Rentenlücke von rund einem Drittel zwischen den Männer- und den Frauenrenten, die mit AHV 21 vergrößert würde. Am 25. September 2022 fand die Volksabstimmung über dieses Projekt statt, da ein Bündnis aus Gewerkschaften und linken Parteien die für ein Referendum nötige Zahl an Unterschriften gesammelt hatte. 50,6 Prozent der Stimmenden sprachen sich für die schrittweise Erhöhung des Frauenrentenalters von 64 auf 65 Jahre aus.